# Єрмолаєв Андрій Ігоревич
Андрій Ігоревич Єрмолаєв (нар. 12.06.1959) — російський генетик, історик науки і дослідник фантастичної літератури, один з організаторів руху любителів фантастики і рольових ігор.

## Біографія
Навчався в Казанському університеті і Ленінградському університетах. У 1985—2002 рр. працював на кафедрі генетики Казанського державного університету: розпочав на посаді інженера, потім став асистентом потім — старшим викладачем. Читав курси «Генетичний аналіз», «Генетика мікроорганізмів», «Психогенетика», «Історія генетики» та інші. Кандидат біологічних наук (дисертація «Історія генетичних досліджень в Казанському університеті: 1804—1976 рр.», 2005). У цьому дослідженні, випущеному також як монографія, описав історію кафедри, на якій працював. Співавтор підручника для вузів «Історична хронологія».
З 2002 року жив в Санкт-Петербурзі. Працював провідним редактором видавництва «Terra Fantastica», готував редактури для видавництв АСТ, ЕКСМО, Абетка, Леніздат, Лань. З 2006 року — старший науковий співробітник Санкт-Петербурзького філії Інституту історії природознавства і техніки імені С. В. Вавілова. Член Координаційної ради Санкт-Петербурзького союзу вчених, редколегій журналів «Історико-біологічні дослідження» (в перші роки цього журналу, з 2009 по 2012 роки, обіймав посаду відповідального секретаря) і «Джерело знань».
У 1985 році організував у Казані існуючий і понині Клуб любителів фантастики «Мандрівники» і керував ним до 2002 року. З середини 80-х по 1991 рік Андрій Єрмолаєв щорічно виїжджав на фестиваль «Аеліта». У 1991 виступив ініціатором проведення в Казані фестивалю фантастики і рольових ігор «Зиланткон», був головою оргкомітету цього фестивалю протягом десяти років. У 2000 році, ювілейному для Зилаткона році, передав керівництво оргкомітетом Борису Фетісову, з цього часу залишається почесним Президентом фестивалю та співголовою журі літературної премії «Великий Зилант». У 2002—2004 — член оргкомітету конвенту «Мандрівник». З 2005 по 2011 — заступник голови оргкомітету конвенту «Інтерпресскон». З 2005 — президент петербурзького КЛФ «Третя половина». З 2011 — почесний голова оргкомітету Петербурзької фантастичної асамблеї. Укладач самої повної бібліографії Роберта Гайнлайна російською мовою.
Лауреат премій «Малий Зилант» 1995 року (за заслуги перед фендомом), «Дюрандаль» (за заслуги перед рольовим рухом), Премії ім. Єфремова 2013 року (за редакторську діяльність і пропаганду фантастики).